# Bel Air (Maryland)
Bel Air é uma cidade  localizada no estado americano de Maryland, no Condado de Harford.

## Demografia
Segundo o censo americano de 2000, a sua população era de 10.080 habitantes. 
Em 2006, foi estimada uma população de 10.039, um decréscimo de 41 (-0.4%).

## Geografia
De acordo com o United States Census Bureau tem uma área de 
7,3 km², dos quais 7,3 km² cobertos por terra e 0,0 km² cobertos por água. Bel Air localiza-se a aproximadamente 155 m acima do nível do mar.

## Localidades na vizinhança
O diagrama seguinte representa as localidades num raio de 12 km ao redor de Bel Air. 